# Біблійна географія

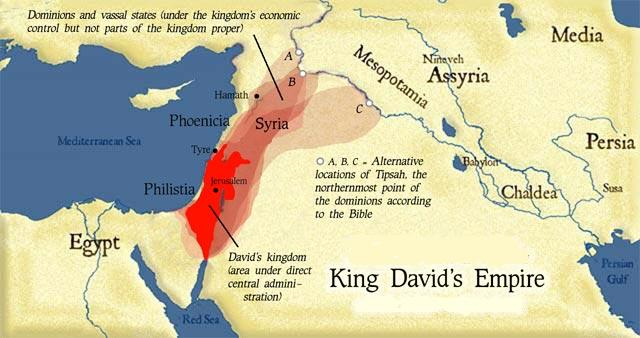
Карта Давидового царства.

Біблійна географія — розділ біблеїстики, що включає у себе географію Палестини та оточуючих її країн. Біблійна географія Палестини, у свою чергу, поділяється на два розділи: 1) фізична географія дає опис Святої землі в тому вигляді, як вона існує нині (розташування, рельєф, геологія, клімат, флора, фауна); 2) історична географія відзначає ті географічні особливості Святої землі, котрі вже зникли, оскільки за 4 тисячі років з часів Авраама багато чого змінилося в географічній картині країни (зникли численні тварини, котрі згадані в Біблії, змінилася флора тощо). У цих двох аспектах розглядається і географія «біблійних країн». 
Біблійна географія переслідує такі цілі: усвідомити хід священних подій згідно з біблійною топографією; уточнити умови, що оточували людей у біблійна часи; сприяти повнішому розуміння біблійних образів, котрі часто запозичені з природи.